# Macrostemum punctatum
Macrostemum punctatum är en nattsländeart som först beskrevs av Betten 1909.  Macrostemum punctatum ingår i släktet Macrostemum och familjen ryssjenattsländor. Inga underarter finns listade i Catalogue of Life.